# Borborieten
De  borborieten waren volgelingen van een gnostische beweging, die in de vierde eeuw een bloeiperiode beleefde, en waarvan het bestaan tot in de zesde eeuw vaststaat. Epiphanius van Salamis (ca. 310- 403)  heeft uitvoerig over hen geschreven en meldt in zijn geschrift  Panarion  dat de borborieten sterk beïnvloed waren door de  nikolaïeten. De borborieten komen ook voor in teksten geschreven door Theodoretus van Cyrrhus ( ca. 390- ca. 460) in het Compendium haereticarum fabularum  en Filastrius van Brescia ( overleden voor 397) in de  Diversarum haereseon liber. Het is niet geheel duidelijk in hoeverre die laatste twee teksten zich wel of niet  baseren op de tekst van Epiphanius. 
De term borborieten heeft de betekenis van  smerige mensen. In de zestiende eeuw was borborieten in de betekenis van drekmannen een schimpnaam voor de stroming van de Waterlanders  binnen de beweging van de mennonieten in Nederland. 
Het is mogelijk, dat de borborieten zich zelf als volgelingen van Barbēlō zagen. Barbēlō was in een aantal vormen van de gnostische kosmogonie de eerste emanatie van God en werd vaak beschreven als het ultieme vrouwelijke principe, de passieve factor in de schepping. Het is mogelijk, dat zij zichzelf als barborieten of barbelioten benoemden en er door tegenstanders van de beweging daar later borboriten van is gemaakt. In sommige teksten worden zij ook  als Phibionoten aangeduid. 
Epiphanius meldde dat de borborieten behoorden tot een sethiaanse vorm van gnostiek. De heilige teksten voor de borborieten waren een aantal boeken waarvan de meeste vrijwel alleen door een aantal fragmenten bekend zijn uit de beschrijving van Epiphanius. Het handelt dan om Norea, de naam van de vrouw van Noach, boeken van Jaldabaoth, het Evangelie van Eva, de  Openbaring van Adam , het Geheime Boek van Johannes, de Geboorte van Maria, Grote vragen van Maria    en een aantal die door hen toegeschreven werden aan Seth. 

## Ritueel van de eucharistie
Epiphanius  beschreef dat de borborieten een sterk afwijkende opvatting hadden over het ritueel van de eucharistie. In plaats  van wijn en brood werden sperma en menstruatiebloed aangeboden en gegeten door de deelnemers aan de eucharistie. Het sperma was het lichaam van Christus en het bloed was het bloed van Christus. De notie achter dit handelen was de overtuiging, dat het goddelijke element in mensen en dus verlossing gerealiseerd werd door de overdracht van lichaamsvloeistoffen, die aan God werden aangeboden. Er is ook een gnostische mythe over Barbēlō. Zij verschijnt voortdurend aan de archonten, dienaren van de demiurg, en weet hen steeds van hun zaad te beroven. 
In de tekst van Grote vragen van Maria is het Jezus zelf, die het ritueel van de borborieten introduceert. In de aanwezigheid van Maria Magdalena heeft hij geslachtsgemeenschap met een andere vrouw, vangt zijn sperma op in zijn hand en eet dat. Hij spreekt vervolgens tot Maria de woorden Dit is wat wij moeten doen, dit is hoe wij leven. 
De borborieten zouden iedere vorm van vasten en ascese afwijzen. Zij wezen voortplanting af en noemden de vrouwelijke volgelingen dan ook maagden. Om die “maagdelijkheid” intact te laten, praktiseerden zij coitus interruptus. Als een vrouw toch zwanger werd, was abortus het gevolg en werd de foetus gegeten. Daarbij werd een vorm van gebed uitgesproken met onder meer de tekst   Wij zijn niet bedrogen door de archon van lust, maar wij hebben de overtreding van onze broeder gezamenlijk gedeeld.  Homoseksuelen  onder de borborieten werden aangeduid als Levieten en het praktiseren daarvan werd gelegitimeerd door een merkwaardige exegese van Leviticus. 
Epiphanius schrijft de sekte zelf ontmoet te hebben toen hij in Egypte woonde. Dat moet dan in Alexandrië omstreeks 330 zijn geweest. Hij had gesproken met volgelingen van de sekte en buitengewoon mooie vrouwelijke gelovigen hadden getracht hem te verleiden en te bekeren. Pas nadat hij kennis had genomen van hun boeken begreep hij hun werkelijke bedoelingen. Epiphanius bracht hierop een rapport uit aan de bisschoppen van Alexandrië en dat leidde tot de verjaging van omstreeks tachtig borborieten uit de stad.

## Opvattingen over betrouwbaarheid  Epiphanius
Er is lang een academisch debat over de betrouwbaarheid van de teksten van Epiphanius op deze punten  geweest. De standpunten varieerden van een grote mate van acceptatie van de teksten tot een totale afwijzing in termen van betrouwbaarheid. In meerdere gnostische teksten is mannelijk zaad een goddelijk element, dat tijdens het proces van verlossing een rol speelt. In die teksten wordt het woord zaad meer als een metafoor gebruikt. In de literatuur wordt niet uitgesloten, dat er gelovigen zijn geweest, die de tekst letterlijk namen. Er zijn ook meer gnostische teksten die van een vroegere datum dateren dan de Panarion, waarin praktijken zoals die van de borborieten beschreven worden en in dit geval veroordeeld. 
Zowel in de  Pistis Sophia  als in de  Boeken van Jeu (tweede helft derde eeuw) is sprake van min of meer identieke seksuele rituelen. In het  Tweede boek van Jeu verbiedt Jezus zijn discipelen de mysteriën te onthullen aan .. diegenen die het menstruatiebloed van hun onreinheid en het zaad van mannen eten en beweren dat zij de juiste kennis hebben en tot de ware God bidden. Hun God is slecht . 
De borborieten moeten aanwezig zijn geweest in het zuiden van Klein-Azië, Armenië en het gebied van het huidige Syrië. Er is een hymne van de dichter Efrem de Syriër, waarin hij de borborieten veroordeelt. 
In wetgevende documenten van het Romeinse rijk, zoals de Codex Theodosianus worden zij vanaf de vijfde eeuw genoemd.  Het werd hen verboden kerken te bouwen en religieuze diensten te organiseren. In de zesde eeuw schrijft Barhadbesabba dat volgens de borborieten de engelen de wereld hadden gecreëerd. Een belangrijk ritueel zou de bezoedeling van tien Maagden zijn door priesters uit hun gemeenschap. Als een van hen zwanger werd zou zij in plaats van Maria vereerd worden en de foetus als ritueel gegeten worden. De foetus werd geïdentificeerd als het lichaam van Christus en de moeder als de Maagd Maria. Er zijn meerdere gnostische groepen die aan Maria een goddelijke status toekenden. Zij zou een hemelse kracht of zelfs een godin zijn. Zij en haar Zoon waren twee godheden aan de zijde van God. 
De meeste auteurs over de borborieten gaan vanaf eind twintigste eeuw uit van de veronderstelling, dat de tekst van Epiphanius in zijn doel om ketterij te bestrijden een grote mate van overdrijving bevat, op punten onjuist zal zijn en ook aperte laster zal bevatten. Die auteurs gaan er echter ook van uit, dat er geen redenen zijn de gehele tekst als onjuist te zien. Met name het gebruik van sperma bij de eucharistie wordt in toenemende mate geaccepteerd.  Het toekennen van een sacramentele betekenis aan het eten van sperma is ook uit meerdere religieuze culturen bekend.  
Op het vakgebied is er nog een andere duiding voor deze praktijken geformuleerd. Ook in de gnostiek waren heel verschillende opvattingen aanwezig. Het centrale thema was echter, dat de mens afkomstig is uit een goddelijke wereld en in zijn aardse situatie een goddelijke kern in zich heeft die afkomstig is uit die wereld. Die kern is verstrikt geraakt in de materie of in het kwaad in de stoffelijke wereld. Demonische krachten  trachten die kern gevangen te houden in zijn lichamelijk omhulsel. 
Over het algemeen hadden gnostici dan ook een negatieve waardering van het lichaam. Dat kon leiden tot het bepleiten van de rigoureuze vormen van ascese en afwijzen van seksualiteit en voortplanting. Het lichaam werd weleens verbeeld als een vorm van een gevangenis. Die opvatting kwam meer voor. Ook in het manicheïsme werd het proces van seksuele gemeenschap en geboorte gerelateerd aan de door de demonische krachten gecreëerde stoffelijke natuur van de eerste mensen om delen van de goddelijke kern daarin gevangen te houden. Door de praktijk van de borborieten zou voorkomen worden dat sperma gestort zou worden in een lichamelijk omhulsel dat als een gevangenis werd gezien. Zo werd ook het ontstaan en geboorte van een nieuwe gevangenis voorkomen. Het was een strategie om te ontsnappen aan de demonische krachten. Het gegeten zaad en menstruatiebloed zou door de ontlasting in de atmosfeer terecht komen en de ziel helpen te kunnen opstijgen naar de goddelijke wereld. Ook dit is een gedachte die – in wat afwijkende vorm- voorkwam in het manicheïsme